# 조너선 잭슨
조너선 잭슨(Jonathan Jackson, 1982년 5월 11일 ~ )은 미국의 배우, 가수, 작가이다.

## 출연 작품

### 영화
- 비밀 캠프 (1994)
- 사랑이 지나간 자리 (1999)
- True Rights (2000)
- 스켈리톤 (2001, Skeletons in the Closet)
- 온 디 엣지 (2001)
- 터크 애버래스팅 (2002)
- 인썸니아 (2002)
- 라이딩 더 불릿 (2004, Riding the Bullet)
- 더티 댄싱: 하바나 나이트 (2004)
- 베놈 (2005)
- A Little Thing Called Murder (2006)
- 캘러머티 (2010, Kalamity)

### 텔레비전
- 제너럴 호스피털 (1993-99, 2009-11, 2015)
- 원 트리 힐 (2008)
- 터미네이터: 사라 코너 연대기 (2008-09)
- 내슈빌 (2012-18)